# Per-Sopdu
Per-Sopdu fou una ciutat de l'antic Egipte al sud-est de la moderna Zagazig i de l'antiga Bubastis. El seu nom volia dir "La casa de Sopdu" i Sopdu (Sopedu, Soped o Sopedu-Horus), era el deu principal de la ciutat, en forma de falcó, i com a guerrer protector de la frontera oriental. La seva adoració fou especialment viva durant la dinastia XXII. Fou capital del nomós XX del Baix Egipte (Sopdu) després traslladada a Arsinoe, la moderna Fakussa. El seu nom clàssic fou Arabia, nom donat també al nomós.
El 1885 Eduard Naville va descobrir les muralles d'un temple dedicat a Sopdu, de 75 x 40 metres, i dins el recinte una naos de granit dedicada al déu Sopdu, construïda pel faraó Nectabeu I. Alguns objectes trobats pertanyien al període de Ramsès II. Les restes d'una estàtua de Nectabeu I són avui al Museu Britànic.
Correspon a la moderna Saft el-Hinna a 80 km al nord-est del Caire.